# Abraham Beame
Abraham David Beame (Londra, 20 marzo 1906 – New York, 10 febbraio 2001) è stato un politico statunitense, che ha ricoperto dal 1974 al 1977 la carica di sindaco di New York.

## Biografia
Beame nacque a Londra da una famiglia di ebrei polacchi, fuggiti da Varsavia a causa dell'attività rivoluzionaria del padre. Fin dal 1946 Beame ricoprì ruoli importanti nella politica della città di New York, come responsabile del bilancio e nel ruolo di comptroller, un importante funzionario incaricato del controllo sui conti della città. Candidatosi una prima volta nel 1965, fu tuttavia sconfitto da John Lindsay, il candidato repubblicano; ottenne invece il successo nelle elezioni del 1973.
Beame fu sindaco di New York fra l'inizio del 1974 e la fine del 1977, in un periodo in cui la città stava attraversando una notevole crisi, iniziata negli anni '60 e che sarebbe perdurata anche negli anni successivi alla scadenza del suo mandato. Durante il suo mandato la città affrontò una gravissima crisi finanziaria, che la portò ad un passo dalla bancarotta; l'azione di Beame fu coronata da successo, e portò al risanamento del bilancio entro la fine del suo mandato. Inoltre, la città fu scossa da altri eventi: negli anni dal '76 al '77 fu teatro delle gesta del serial killer David Berkowitz, conosciuto come Son of Sam, mentre nel 1977 fu teatro di un imponente blackout che risultò in rivolte di massa e saccheggi.
Candidatosi nuovamente alle primarie del Partito Democratico, tuttavia, fu sconfitto da Ed Koch, che sarebbe poi rimasto in carica per tre mandati fino alle soglie degli anni novanta.